# Escocia en la Edad Contemporánea
La Edad Contemporánea en Escocia es la época comprendida entre el final de los levantamientos jacobitas y el inicio de la industrialización en el siglo XVIII hasta la actualidad. Durante este período, Escocia ha desempeñado un papel importante en la historia económica, militar y política del Reino Unido, el Imperio británico y Europa.
Varios escoceses, entre los que se cuentan el economista Adam Smith, los filósofos Francis Hutcheson y David Hume y  los científicos William Cullen, Joseph Blacky y James Hutton, contribuyeron a la vida intelectual de Europa, durante la Ilustración. En el siglo XIX, algunas de las figuras importantes fueron James Watt, James Clerk Maxwell, Lord Kelvin y Sir Walter Scott.
Las contribuciones económicas de Escocia al Imperio y a la Revolución Industrial incluyen el sistema bancario y el desarrollo de la industria del lino, la minería de carbón, la construcción naval y la extensa red ferroviaria. y lana. La industrialización y los cambios en la agricultura y en la sociedad durante estos siglos conllevaron la despoblación y el proceso de desalojo forzoso de los aparceros de las Tierras Altas —Highland Clearances—. La población emigró a las ciudades y a países como los EE. UU., Canadá, Australia y Nueva Zelanda.
En el siglo XX, Escocia desempeñó un papel importante en los esfuerzos de Gran Bretaña y de los Aliados en las dos guerras mundiales. En la posguerra, empezó a sufrir un declive industrial, y períodos de gran inestabilidad política. El declive fue particularmente agudo en la segunda mitad del siglo XX, pero fue compensado en cierta medida por el desarrollo de los sectores petrolero, de fabricación tecnológica y de servicios. En este período se dio un aumento de los debates sobre la posición de Escocia dentro del Reino Unido, el ascenso del Partido Nacional Escocés y, después de un referéndum en 1999, el establecimiento de un Parlamento Escocés descentralizado en Edimburgo.